# Nuoto ai campionati europei di nuoto 2024 - Staffetta mista 4x100 metri stile libero
La gara della staffetta 4x100 metri stile libero mista dei campionati europei di nuoto 2024 si è svolta il 21 giugno 2024 presso il Centro Sportivo Milan Gale Muškatirović di Belgrado.

## Podio
| Pos.    | Nazione  | Atleta |
| ------- | -------- | --- |
| Oro     | Ungheria | Hubert Kós Szebasztián Szabó Panna Ugrai Nikolett Pádár Bence Szabados Boldizsár Magda Minna Ábrahám                                         |
| Argento | Polonia  | Mateusz Chowaniec Kamil Sieradzki Zuzanna Famulok Kornelia Fiedkiewicz Bartosz Piszczorowicz Dominik Dudys Wiktoria Guść Aleksandra Polańska |
| Bronzo  | Germania | Martin Wrede Peter Varjasi Nicole Maier Nina Jazy Ole Mats Eidam Maya Werner Leonie Kullmann                                                 |

## Record
Prima della manifestazione il record del mondo (RM) e il record dei campionati (RC) erano i seguenti.
|               | 3'19"38 | Australia               | 24 giugno 2022 Budapest |
|               | 3'21"81 | Paesi Bassi             | 29 giugno 2017 Budapest |
|               | 3'22"07 | Francia                 | 8 agosto 2018 Glasgow   |
| Gran Bretagna | 3'22"07 | 22 maggio 2021 Budapest |                         |

Durante la competizione non sono stati migliorati record.

## Programma
| Data           | Ora   | Turno    |
| -------------- | ----- | -------- |
| 21 giugno 2024 | 10:18 | Batterie |
| 21 giugno 2024 | 19:49 | Finale   |

## Risultati

### Batterie
| Pos. | Batteria | Corsia | Nazione    | Atleta                                                                                                | Tempo       | Note |
| ---- | -------- | ------ | ---------- | --- | ----------- | ---- |
| 1    | 1        | 4      | Ungheria   | Bence Szabados (49"82) Boldizsár Magda (49"92) Nikolett Pádár (53"98) Minna Ábrahám (55"85)           | 3'29"57     | Q    |
| 2    | 1        | 0      | Polonia    | Bartosz Piszczorowicz (49"86) Dominik Dudys (49"13) Wiktoria Guść (55"74) Aleksandra Polańska (55"44) | 3'30"17     | Q    |
| 3    | 1        | 6      | Svezia     | Robin Hanson (49"93) Marcus Holmquist (49"61) Elvira Mörtstrand (56"23) Klara Thormalm (56"06)        | 3'31"83     | Q    |
| 4    | 1        | 5      | Germania   | Ole Mats Eidam (49"55) Martin Wrede (49"82) Maya Werner (57"29) Leonie Kullmann (57"50)               | 3'34"16     | Q    |
| 5    | 1        | 1      | Serbia     | Justin Cvetkov (50"06) Andrija Petkovic (49"66) Jana Marković (56"91) Katarina Milutinović (58"77)    | 3'35"40     | Q    |
| 6    | 1        | 3      | Israele    | Romano Yoav (49"97) Alexey Glivinskiy (49"48) Ariel Hayon (57"70) Andrea Murez (1'02"21)              | 3'39"36     | Q    |
| 7    | 1        | 7      | Slovacchia | Matej Duša (51"25) Tibor Tistan (52"76) Lillian Slušná (1:00"87) Teresa Ivan (1'01"27)                | 3'46"15     | Q    |
| DNS  | 1        | 2      | Finlandia  | Non partiti                                                                                           | Non partiti |      |
| DNS  | 1        | 8      | Bulgaria   | Non partiti                                                                                           | Non partiti |      |

### Finale
| Pos.    | Corsia | Nazione    | Atleta | Tempo   | Note |
| ------- | ------ | ---------- | --- | ------- | ---- |
| Oro     | 4      | Ungheria   | Hubert Kós (49"39) Szebasztián Szabó (48"21) Panna Ugrai (54"38) Nikolett Pádár (53"71)                   | 3'25"69 |      |
| Argento | 5      | Polonia    | Mateusz Chowaniec (48"67) Kamil Sieradzki (48"61) Zuzanna Famulok (55"09) Kornelia Fiedkiewicz (54"16)    | 3'26"53 |      |
| Bronzo  | 6      | Germania   | Martin Wrede (49"29) Peter Varjasi (48"26) Nicole Maier (54"68) Nina Jazy (54"78)                         | 3'27"01 |      |
| 4       | 7      | Israele    | Romano Yoav (49"92) Alexey Glivinskiy (48"44) Anastasia Gorbenko (53"93) Andrea Murez (54"73)             | 3'27"02 |      |
| 5       | 2      | Serbia     | Velimir Stjepanović (48"60) Andrej Barna (47"32) Nina Stanisavljević (56"29) Katarina Milutinović (55"39) | 3'27"60 |      |
| 6       | 3      | Svezia     | Elias Persson (50"29) Robin Hanson (48"89) Sara Junevik (54"37) Elvira Mörtstrand (55"54)                 | 3'29"09 |      |
| 7       | 1      | Slovacchia | Matej Duša (49"64) Tibor Tistan (51"22) Lillian Slušná (55"83) Teresa Ivan (55"85)                        | 3'32"54 |      |